# Le Rocher (Manche)
Pour les articles homonymes, voir Le Rocher.
Le Rocher est une ancienne commune de la Manche, ou plutôt une paroisse qui a fusionné dès l’an III de la République avec Mortain.
Le toponyme est encore présent dans la ville au travers du nom de son école primaire, « l'école primaire du Rocher ».

## Géographie
Le Rocher est situé au sud de Mortain sur la route de Bion. Les archives indiquent que des moulins sur le territoire de la commune étaient situés sur la Cance.

## Histoire
Le prieuré Notre-Dame du Rocher, fondé en 1088, dépendait de l'abbaye de Marmoutier tout comme le prieuré Saint-Martin de Sacey dans le même diocèse. Les moines du Rocher sont souvent associés aux chanoines de Saint-Evroult dans les textes de donations comme dans un charte de 1082 rédigé par Robert de Mortain.

## Administration
| Période | Période | Identité | Étiquette | Qualité |
| --- | ------- | -------- | --------- | ------- |
| Une partie des données est issue de liste établie par issue de l'ouvrage "601 communes et lieux de vie de la Manche" |         |          |           |         |

## Démographie
| 1793 | - | - | - | - |
| ---- | - | - | - | - |
| -    | - | - | - | - |

## Lieux et monuments
Il ne reste de l'église Notre-Dame-du-Rocher détruite lors des bombardements de 1944 que l'entrée de la chapelle actuelle de l'hôpital.